# Vikram Bhagvandas Mehta
Vikram Bhagvandas Mehta (15 de agosto de 1946 – 4 de junho de 2014) foi um matemático indiano, que trabalhou com geometria algébrica e fibrado vectorial.
Obteve um doutorado na Universidade da Califórnia em Berkeley em 1976, orientado por David Eisenbud, com a tese Endomorphisms of Complexes and Modules over Golond Rings.
O Council of Scientific and Industrial Research concedeu-lhe o Prêmio Shanti Swarup Bhatnagar de Ciência e Tecnologia de 1991 por seu trabalho em geometria algébrica.